# Simeon de Pilaarheilige
Simeon de Pilaarheilige, ook Simon de Styliet of Simeon Stylites (Arabisch: مار سمعان العمودي mār semʕān l-ʕamūdī; Grieks: Συμεών ὁ Στυλίτης (ὁ πρεσβύτερος, "de Oudere"), ook; ὁ ἐν τῇ μάνδρα, "die in het klooster"), was de eerste en beroemdste pilaarheilige of styliet. Hij leefde van omstreeks 389 tot 459 in Syrië. Op 16-jarige leeftijd trad hij in een klooster, maar bleek ongeschikt voor het communeleven en was gedwongen het klooster weer te verlaten.
Hij volhardde in zijn ascetische levenswijze en trok zich terug in een hut. Hij bracht hier, volgens de legende, de hele vastentijd door zonder eten of drinken. Na 3 jaar in de hut ging hij in een grot in de woestijn wonen. Hij bracht zijn tijd door in gebed.
Intussen werd hij door zijn levenswijze beroemd. Vele bewonderaars gingen hem opzoeken om zijn raad en steun te vragen. Hierdoor kon hij zich steeds minder toeleggen op zijn meditatie. Daarom installeerde hij zich op een pilaar met een klein platform. Maar zijn populariteit nam alleen maar toe. Om aan het gedrang van de groeiende stroom pelgrims te ontkomen, werd de pilaar meerdere malen vervangen door een hoger exemplaar, om uiteindelijk 12 à 18 meter hoog te worden.
Simeons roem verspreidde zich door het Byzantijnse Keizerrijk en zelfs keizers kwamen hem om raad vragen. Bij de pilaar werd een kerk opgetrokken. Na 36 jaar op zijn pilaar overleed Simeon. Zijn levenswijze had anderen geïnspireerd en tot in de 10e eeuw bleef het stylietendom een tamelijk wijdverbreid verschijnsel in Byzantium.
Na zijn dood werd op de plek waar hij leefde een grote bedevaartskerk gebouwd, Qalat Semaan. Dit zou gebeurd zijn in opdracht van keizer Zeno van Byzantium.

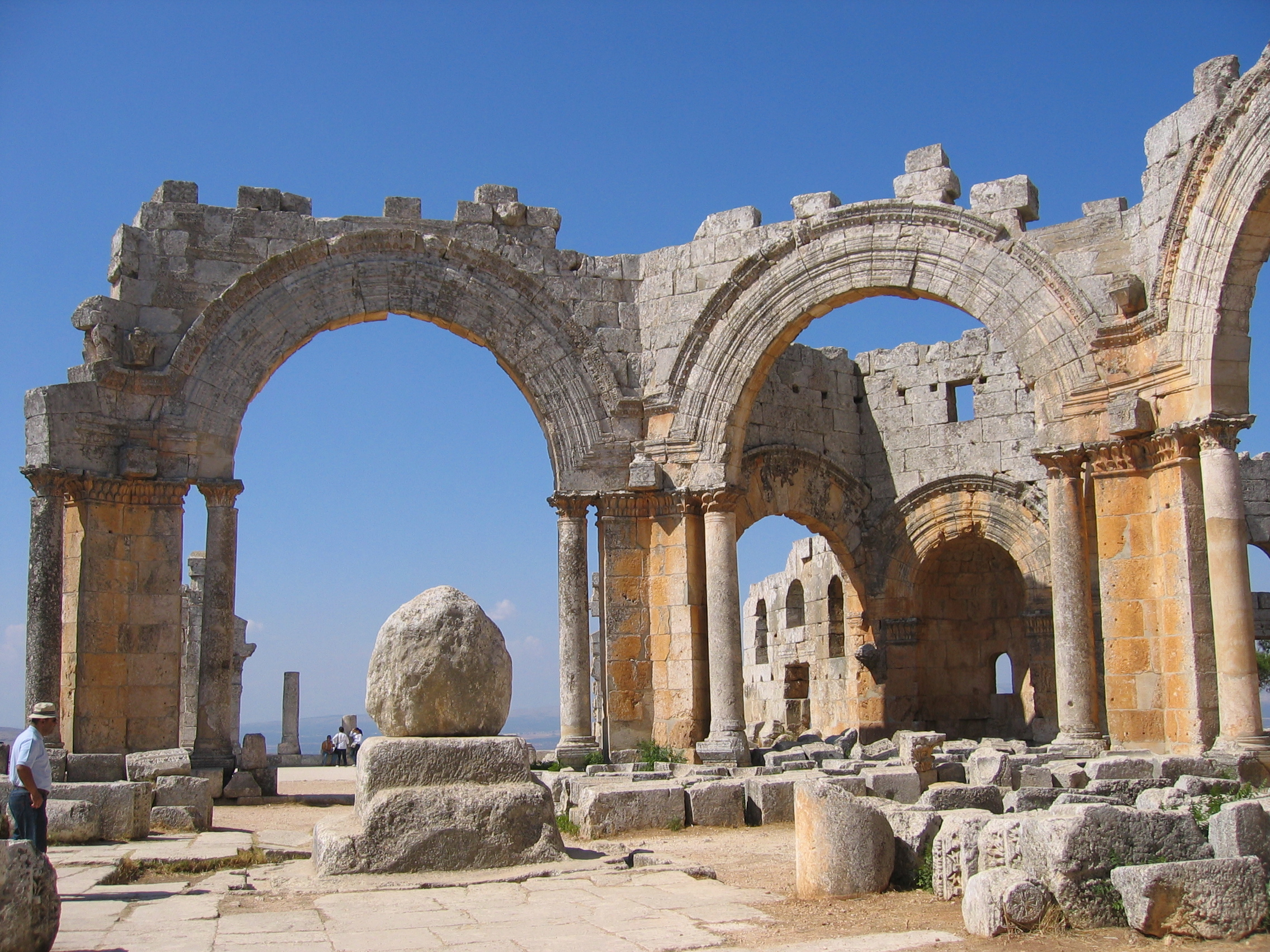
Ruïne van Qalat Semaan en de pilaar van Simeon

## Andere pilaarheiligen
- Simeon de Styliet de jongere (521 – 597)
- Daniël de Pilaarheilige (390 - 493)

## Trivia
- Luis Buñuel maakte een parodie op Simeon in zijn film Simón del desierto
- Mark Twain beschrijft een styliet in zijn A Connecticut Yankee in King Arthur's Court
- Umberto Eco gebruikt het thema van de styliet in zijn boek Baudolino
- Simeon de Pilaarheilige is de titel van een van de bekendste werken van de schilder Carel Willink. Het schilderij uit 1939 toont een zelfportret van de schilder op een pilaar in een bedreigende wereld aan de vooravond van de Tweede Wereldoorlog. Het bevindt zich in het Gemeentemuseum Den Haag.

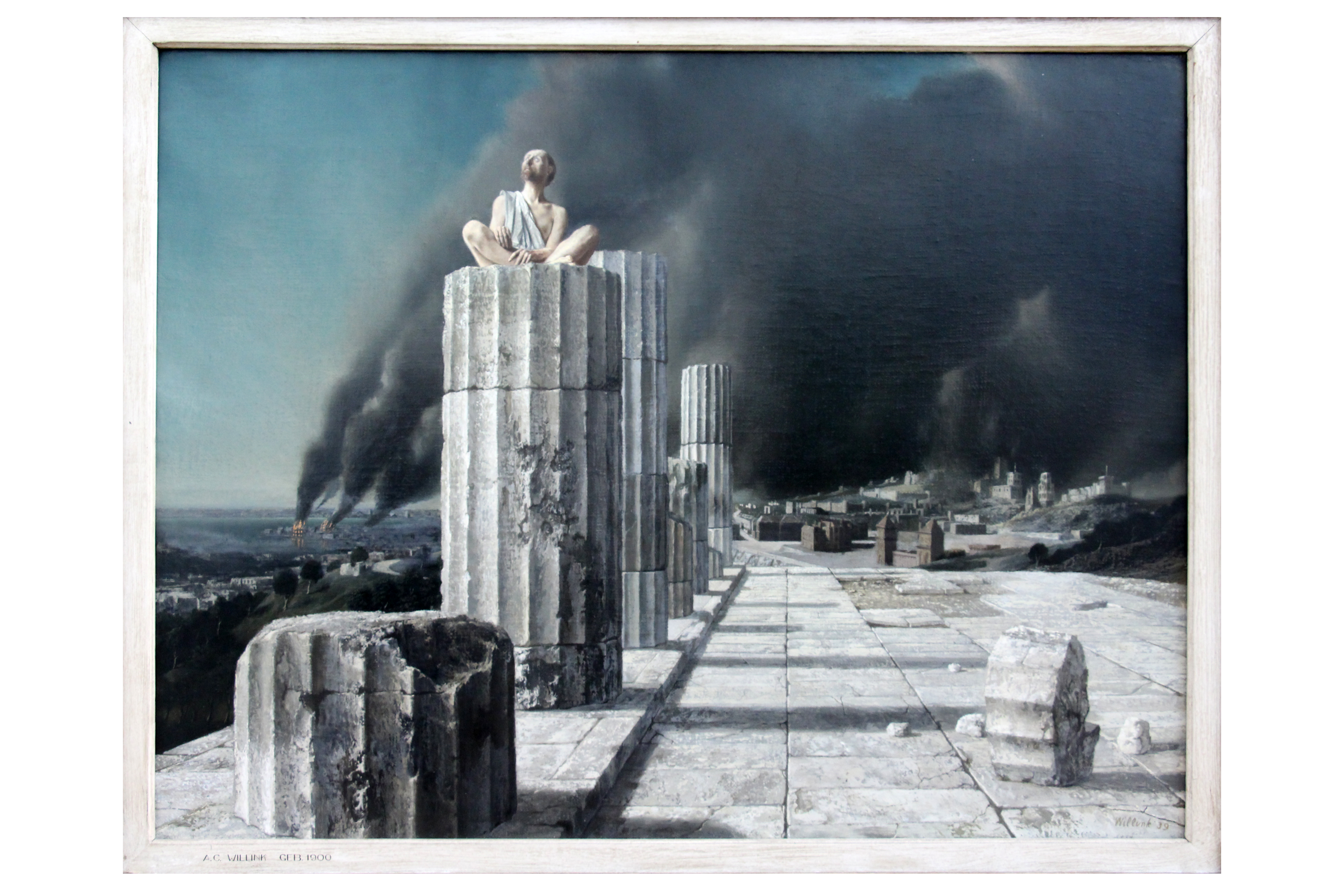
Simeon, De Pilaarheilige (1939), Carel Willink, Gemeentemuseum Den Haag